# Communauté de communes du Pays d’Issoudun
Die  Communauté de communes du Pays d’Issoudun ist ein französischer Gemeindeverband mit der Rechtsform einer Communauté de communes in den Départements Indre und Cher der Region Centre-Val de Loire. Er wurde am 20. Dezember 1993 gegründet und umfasst zwölf Gemeinden. Der Verwaltungssitz befindet sich im Ort Issoudun. Die Besonderheit ist die Département-übergreifende Mitgliedschaft ihrer Gemeinden.

## Mitgliedsgemeinden
| Gemeinde                                  | Einwohner 1. Januar 2022 | Fläche km² | Dichte Einw./km² | Code INSEE | Postleitzahl | Département |
| ----------------------------------------- | ------------------------ | ---------- | ---------------- | ---------- | ------------ | ----------- |
| Chârost                                   | 899                      | 10,97      | 82               | 18055      | 18290        | Cher        |
| Chezal-Benoît                             | 762                      | 46,46      | 16               | 18065      | 18160        | Cher        |
| Diou                                      | 259                      | 16,39      | 16               | 36065      | 36260        | Indre       |
| Issoudun                                  | 10.953                   | 36,60      | 299              | 36088      | 36100        | Indre       |
| Les Bordes                                | 824                      | 16,30      | 51               | 36021      | 36100        | Indre       |
| Migny                                     | 110                      | 13,35      | 8                | 36125      | 36260        | Indre       |
| Paudy                                     | 437                      | 30,28      | 14               | 36152      | 36260        | Indre       |
| Reuilly                                   | 2.009                    | 25,80      | 78               | 36171      | 36260        | Indre       |
| Saint-Ambroix                             | 375                      | 31,22      | 12               | 18198      | 18290        | Cher        |
| Saint-Georges-sur-Arnon                   | 554                      | 23,87      | 23               | 36195      | 36100        | Indre       |
| Sainte-Lizaigne                           | 1.109                    | 26,36      | 42               | 36199      | 36260        | Indre       |
| Ségry                                     | 487                      | 33,06      | 15               | 36215      | 36100        | Indre       |
| Communauté de communes du Pays d’Issoudun | 18.778                   | 310,66     | 60               | –          | –            | –           |

## Quelle
1. ↑  www.collectivites-locales.gouv.fr
2. ↑  CC du Pays d’Issoudun (SIREN: 243 600 236) in der Base nationale sur l’intercommunalité (BANATIC) des französischen Innenministeriums (französisch)